# ماوندزویل (ویرجینیای غربی)
ماوندزویل(به انگلیسی: Moundsville) شهری در ایالت ویرجینیای غربی کشور ایالات متحده آمریکا است که جمعیت آن در سرشماری سال ۲۰۱۰ میلادی، ۹٬۳۱۸ نفر بوده‌است.

## نگارخانه

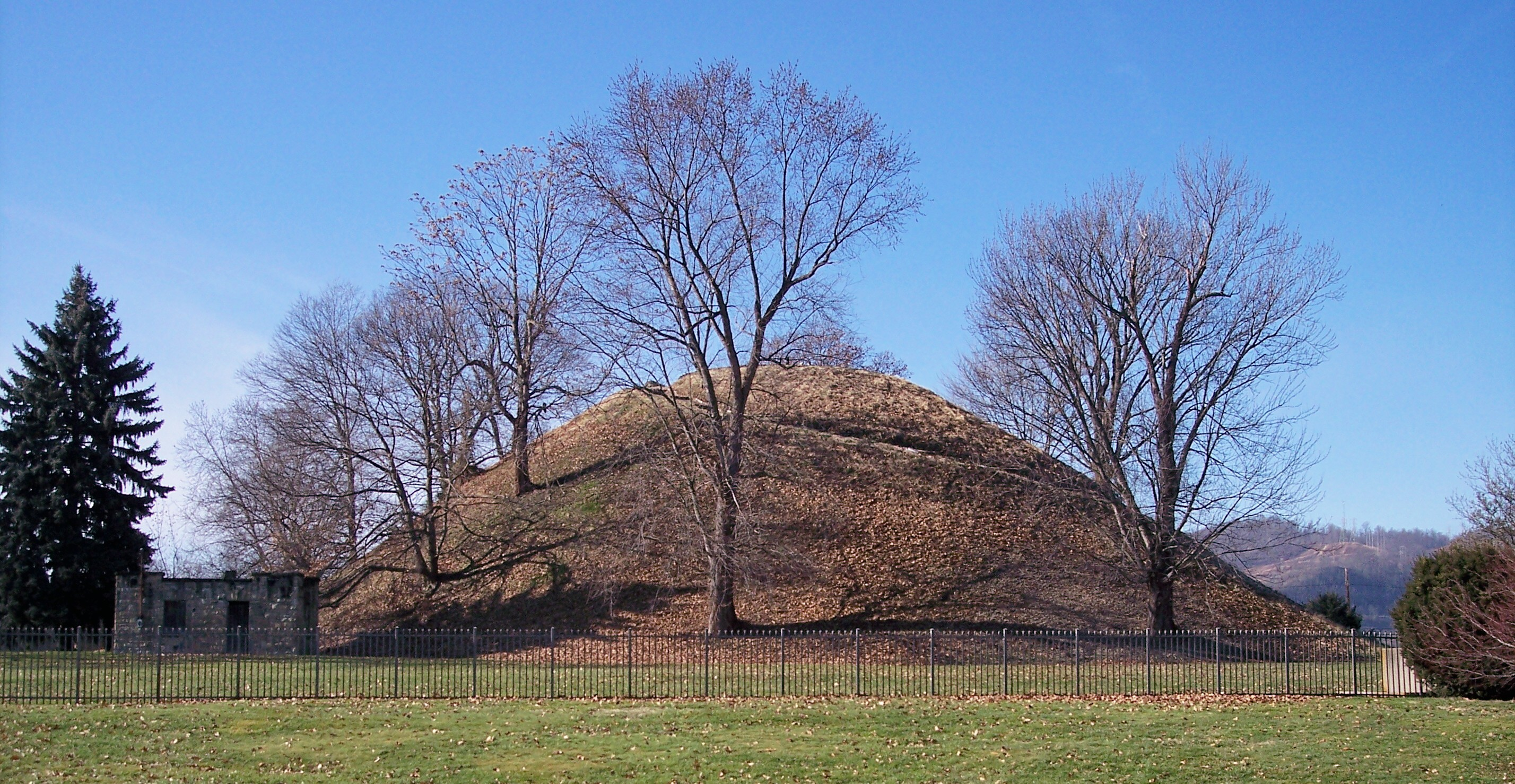
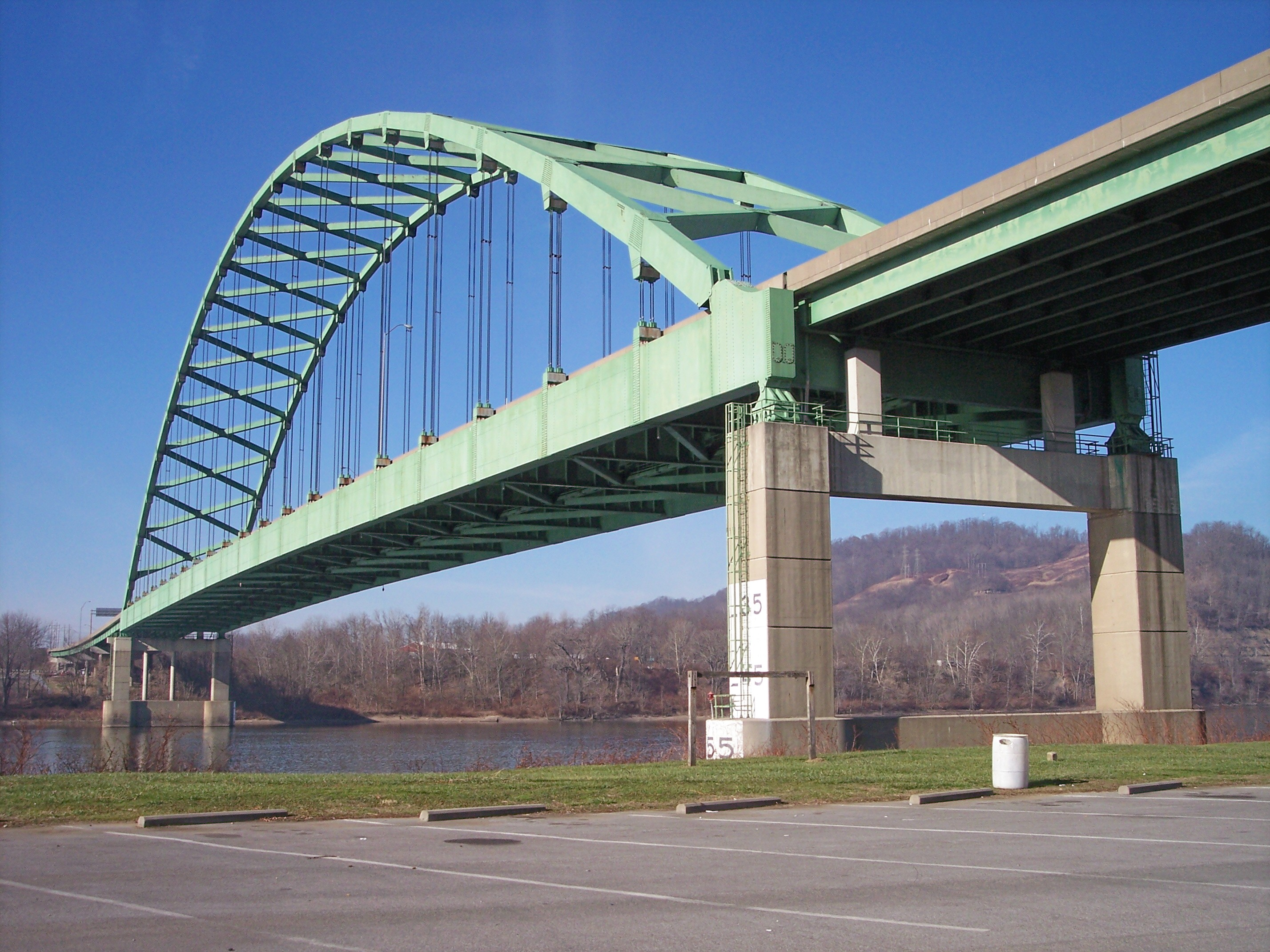
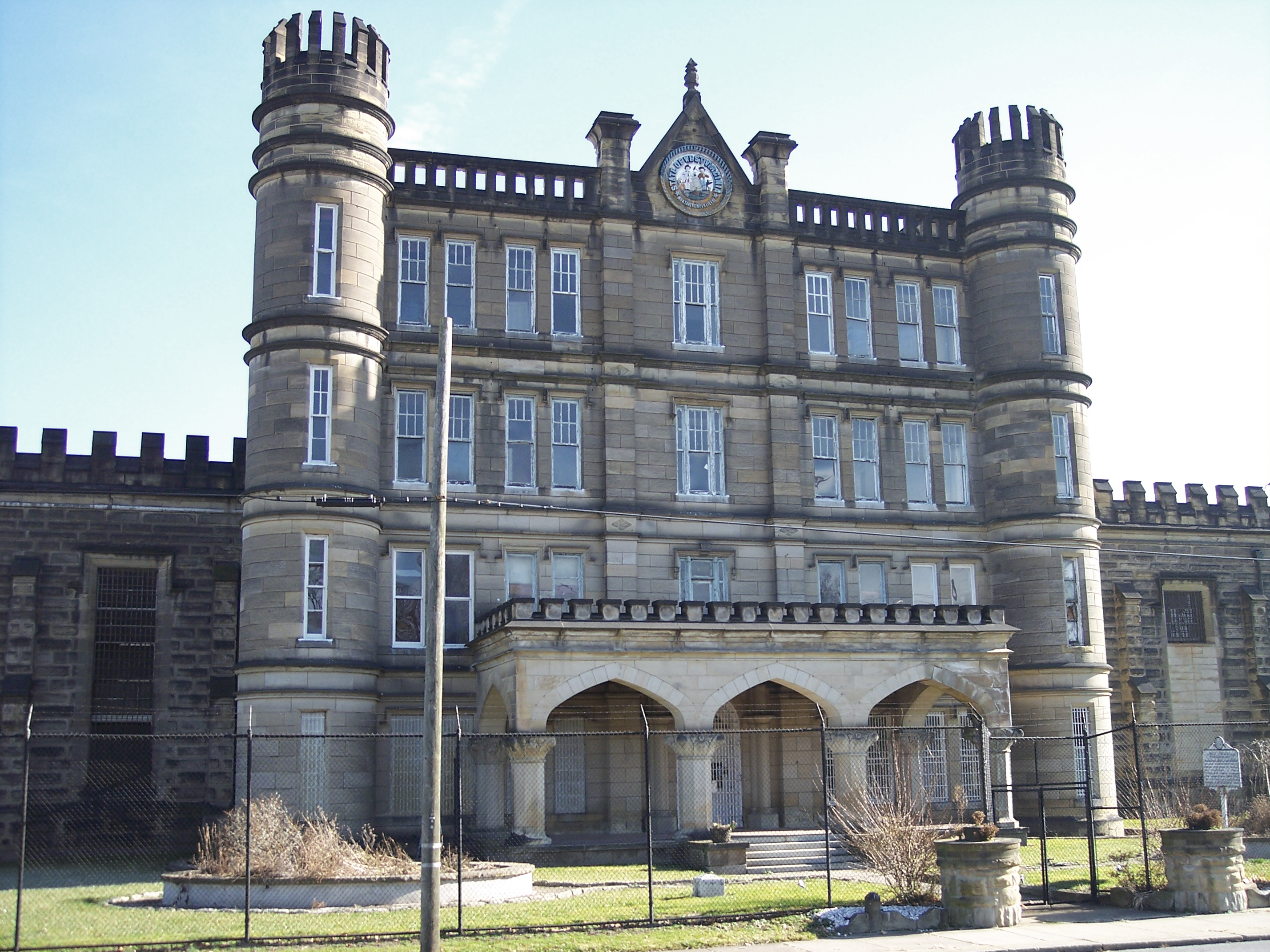
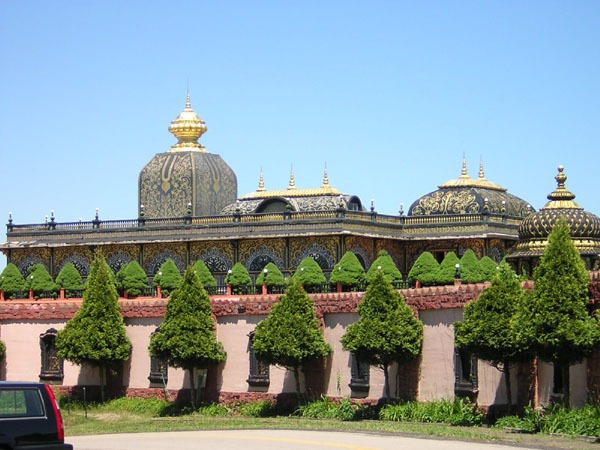
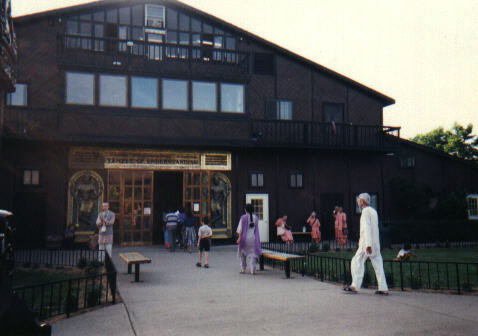

## موقعیت جغرافیایی
موقعیت جغرافیایی شهرها و مناطق اطراف به شرح زیر است: